# Volksbank Rhein-Lahn-Limburg

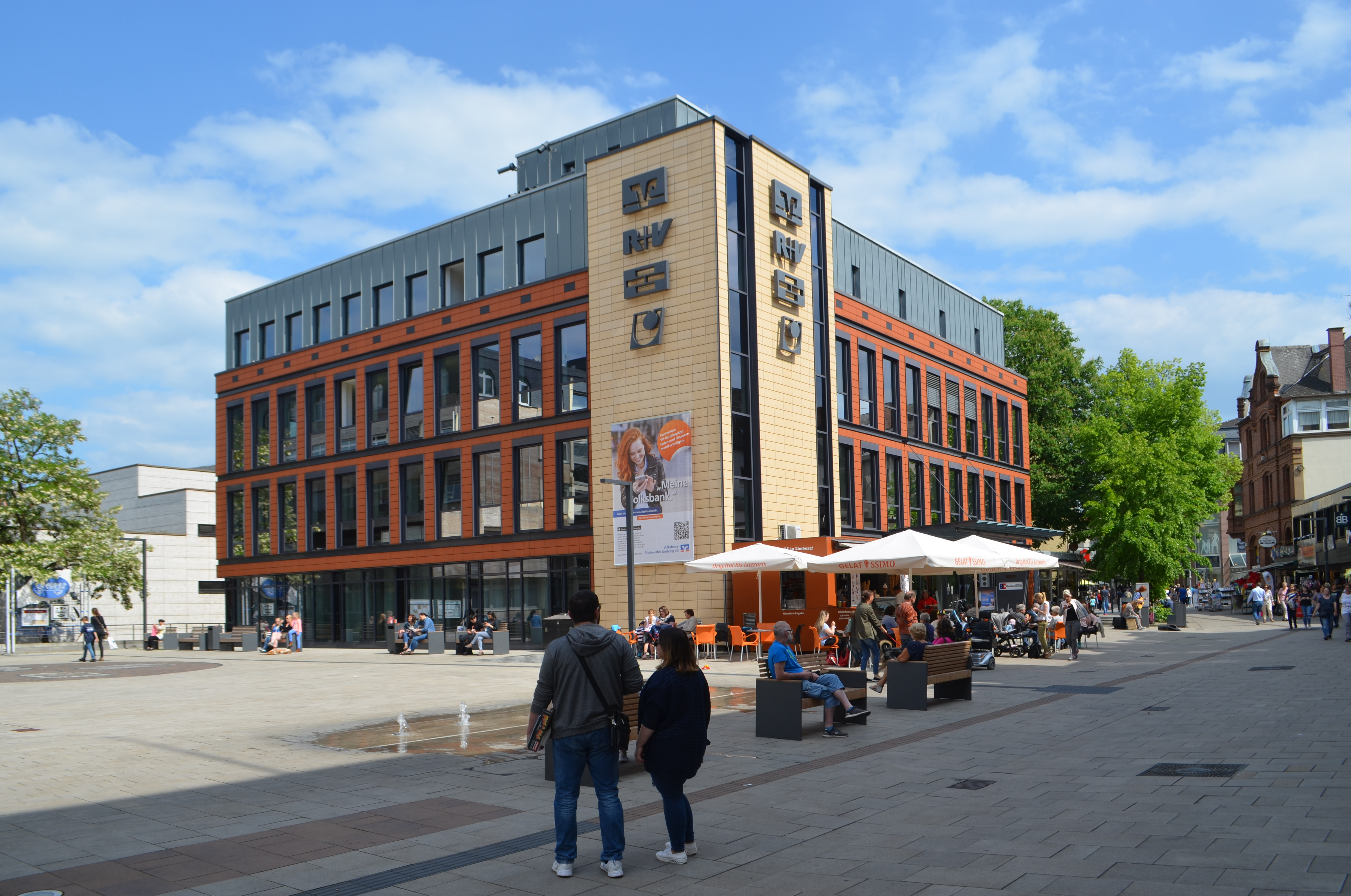
Volksbank Rhein-Lahn-Limburg in Limburg

Die Volksbank Rhein-Lahn-Limburg eG ist eine regionale Genossenschaftsbank. Sie entstand durch die Zusammenlegung der Volksbank Rhein-Lahn und der Vereinigten Volksbank Limburg. Das Geschäftsgebiet erstreckt sich von Lahnstein im Westen über Diez und Limburg bis nach Bad Camberg im Osten, von Ellar im Norden bis nach Kaub im Süden.

## Geschichte
Die Anfänge der Fusionsbank können auf den 1. Dezember 1860 datiert werden, an dem der Vorschuss-Verein zu Limburg gegründet wurde. Er stellt den frühen Vorgänger der Vereinigten Volksbank Limburg dar.
Die Wurzeln der Volksbank Rhein-Lahn gehen auf die Jahre 1861 und 1876 zurück. 1861 wurde Berichten zufolge der Vorschuss- und Kreditverein Nastätten und 1876 die Lahnsteiner Volksbank gegründet. Die von 1999 bis 2016 bestehende Volksbank Rhein-Lahn entstand nach einer früheren Fusion der Volksbank Diez-Nastätten, der Volksbank Lahnstein und der Raiffeisenbank Lahnstein.
Im August 2016 folgte die Fusion der Vereinigten Volksbank Limburg mit der Volksbank Rhein-Lahn zur Volksbank Rhein-Lahn-Limburg. Der Sitz der Genossenschaftsbank befindet sich in Diez.

## Geschäft
Das Geschäftsgebiet erstreckt sich über das nordöstliche Rheinland-Pfalz und das südwestliche Hessen. Die Hauptgeschäftsstellen befinden sich in den Städten Diez und Limburg. Inklusive Selbstbedienungs-Terminals und kleinerer Geschäftsstellen beläuft sich die Gesamtanzahl auf 31 Standorte im Rhein-Lahn-Kreis, Rheingau-Taunus-Kreis und Landkreis Limburg-Weilburg (Stand Dezember 2024).
Den Vorstand bilden Matthias Berkessel, Klaus Merz und Marc Barber (seit 1. Juli 2024). Die Volksbank Rhein-Lahn-Limburg beschäftigte zum Jahresende 2024 rund 381 Mitarbeiter und 29 Auszubildende.
Die Kundenanzahl betrug im Jahr 2024 ca. 85.993. Das Kundengesamtvolumen lag bei ca. 5,98 Mrd. Euro, die Bilanzsumme bei ca. 2.824 Mio. Euro. Es wurden ca. 1.840 Mio. Euro an Kundeneinlagen und ca. 1.898 Mio. Euro an Kundenkrediten betreut.

## Soziales Engagement und regionale Förderung
Die Volksbank Rhein-Lahn-Limburg engagiert sich regelmäßig für die Region und fördert sie unter anderem durch Spendenaktionen, Sponsoring oder ehrenamtliche Arbeit ihrer Mitarbeiter. Im Bildungsbereich bezuschusst die Bank Kindergärten und Schulen. Mit Sach- und Geldspenden werden soziale und karitative Einrichtungen unterstützt. Gemeinnützige Vereine, Stiftungen und Träger haben jederzeit die Möglichkeit Fördergelder für neue Projekte zu beantragen.
Über das regionale Crowdfunding-Portal Viele schaffen mehr können Vereine und Organisationen seit März 2016 für Spendengelder eigener Projekte werben. Bisher wurden so über 600.000 Euro gesammelt und 124 Projekte erfolgreich realisiert, darunter ein neuer Spielplatz und die Dachrenovierung eines Kulturzentrums (Stand Juni 2025). Die Volksbank Rhein-Lahn-Limburg beteiligt sich an den Projekten durch zusätzliche Gelder, für die ein eigener Spendentopf zur Verfügung gestellt wurde.
Der jährlich stattfindende Wettbewerb jugend creativ wird von der Volksbank Rhein-Lahn-Limburg durch die Annahme der kreativen Beiträge, die festliche Prämierung der Gewinner und verschiedene Sachpreise für die teilnehmenden Kinder und Jugendlichen unterstützt.
Anlässlich der Lehner Kirmes wird von der Volksbank Rhein-Lahn-Limburg jährlich ein sogenannter Schäfchenschwimmwettbewerb durchgeführt. Dabei können Interessierte im Vorfeld kleine Plastikschafe erwerben, die später im Rahmen der Kirmes einen kurzen Abschnitt der Lahn herabschwimmen gelassen werden. Die Besitzer der schnellsten Schäfchen erhalten Sachpreise, während der gesamte Erlös der Aktion einem jährlich wechselnden Trägerverein zugutekommt. So unterstützte die Volksbank Rhein-Lahn-Limburg in den vergangenen Jahren beispielsweise die Frauenwürde Rhein-Lahn e.V. und die Schillerschule in Lahnstein.
In Kooperation mit dem Deutschen Olympischen Sportbund beteiligt sich die Volksbank Rhein-Lahn-Limburg an der jährlichen Aktion Sterne des Sports. In deren Rahmen werden Sportvereine, die sich durch überdurchschnittliches gesellschaftliches Engagement auszeichnen, geehrt und mit Preisgeldern ausgezeichnet. Der „Stern des Sports in Gold“ stellt einen der bedeutendsten Preise im deutschen Vereinssport dar und ist mit 10.000 Euro dotiert. Im Geschäftsgebiet der Volksbank Rhein-Lahn-Limburg finden sich inzwischen zahlreiche Preisträger des „Stern des Sports in Bronze“.
Der Volksbank Förderpreis Handwerk wird jährlich von der Volksbank Rhein-Lahn-Limburg und der Kreishandwerkerschaft Rhein-Lahn an junge Handwerker in der Region verliehen. Er dient der Förderung des Handwerkes und der Motivation der Berufseinsteiger. Ausgezeichnet werden die Prüfungsbesten der neun Innungen (Bäcker-Innung, Baugewerks-Innung, Dachdecker-Innung, Elektro-Innung, Fleischer-Innung, Kraftfahrzeug-Innung, Installateur- und Heizungsbauer-Innung, Maler- und Lackierer-Innung, Tischler-Innung) sowie die Fachverkäufer der Bäcker- und Fleischer-Innung des Rhein-Lahn-Kreises. Die Preisträger erhalten jeweils 500 Euro.